# Mont Cammerer
Le mont Cammerer – ou Mount Cammerer en anglais – est un sommet des monts Great Smoky, aux États-Unis. Il culmine à 1 502 mètres d'altitude à la frontière du comté de Haywood et du comté de Cocke, respectivement en Caroline du Nord et au Tennessee. Protégé au sein du parc national des Great Smoky Mountains, il est couronné par le Mount Cammerer Fire Lookout, une tour de guet inscrite au Registre national des lieux historiques depuis le 12 juin 2019.